# Marc Axengren
Marc Christoffer Axengren, född 16 maj 1992, är en svensk fotbollsspelare.

## Karriär
Axengren började spela fotboll i Gällstads FK. Inför säsongen 2010 gick han till Annelunds IF. Mellan 2011 och 2015 spelade Axengren för Norrby IF.
I januari 2016 värvades Axengren av Husqvarna FF, där han skrev på ett tvåårskontrakt. I januari 2018 återvände Axengren till Norrby IF, där han skrev på ett tvåårskontrakt. Den 2 april 2018 gjorde Axengren sin Superettan-debut i en 2–2-match mot IK Frej.
I december 2018 värvades Axengren av division 2-klubben Dalstorps IF, där han skrev på ett tvåårskontrakt. I januari 2021 återvände Axengren till moderklubben Gällstads FK.

## Karriärstatistik
| Klubb              | Säsong             | Liga                       | Liga    | Liga | Svenska cupen | Svenska cupen | Totalt  | Totalt |
| Klubb              | Säsong             | Division                   | Matcher | Mål  | Matcher       | Mål           | Matcher | Mål    |
| ------------------ | ------------------ | -------------------------- | ------- | ---- | ------------- | ------------- | ------- | ------ |
| Annelunds IF       | 2010               | Division 2 Västra Götaland | 19      | 1    | 0             | 0             | 19      | 1      |
| Norrby IF          | 2011               | Division 1 Södra           | 17      | 2    | 0             | 0             | 17      | 2      |
| Norrby IF          | 2012               | Division 1 Södra           | 23      | 0    | 0             | 0             | 23      | 0      |
| Norrby IF          | 2013               | Division 2 Västra Götaland | 20      | 3    | 1             | 0             | 21      | 3      |
| Norrby IF          | 2014               | Division 1 Södra           | 23      | 2    | 2             | 0             | 25      | 2      |
| Norrby IF          | 2015               | Division 1 Södra           | 24      | 2    | 2             | 0             | 26      | 2      |
| Norrby IF          | Totalt             | Totalt                     | 107     | 9    | 5             | 0             | 112     | 9      |
| Husqvarna FF       | 2016               | Division 1 Södra           | 23      | 2    | 0             | 0             | 23      | 2      |
| Husqvarna FF       | 2017               | Division 1 Södra           | 18      | 0    | 1             | 0             | 19      | 0      |
| Husqvarna FF       | Totalt             | Totalt                     | 41      | 2    | 1             | 0             | 42      | 2      |
| Norrby IF          | 2018               | Superettan                 | 22      | 0    | 1             | 0             | 23      | 0      |
| Dalstorps IF       | 2019               | Division 2 Östra Götaland  | 18      | 0    | 0             | 0             | 18      | 0      |
| Dalstorps IF       | 2020               | Division 2 Östra Götaland  | 11      | 1    | 0             | 0             | 11      | 1      |
| Dalstorps IF       | Totalt             | Totalt                     | 29      | 1    | 0             | 0             | 29      | 1      |
| Gällstads FK       | 2021               | Division 4                 | 10      | 1    | 0             | 0             | 10      | 1      |
| Totalt i karriären | Totalt i karriären | Totalt i karriären         | 228     | 14   | 7             | 0             | 235     | 14     |